# La Sauceda (Jalisco)
La Sauceda es una localidad del estado mexicano de Jalisco. Es parte del municipio de Cocula.

## Demografía
| Gráfica de evolución demográfica |
|                                  |

| Censo | Población |
| ----- | --------- |
| 1900  | 949       |
| 1910  | 1 085     |
| 1921  | —         |
| 1930  | 1 322     |
| 1940  | 1 300     |
| 1950  | 1 499     |
| 1960  | 1 809     |
| 1970  | 1 761     |
| 1980  | 1 870     |
| 1990  | 1 852     |
| 2000  | 1 594     |
| 2010  | 1 255     |
| 2020  | 1 137     |